# Barclay James Harvest
Barclay James Harvest é uma banda inglesa de Rock Progressivo/Rock sinfónico,com influências na música clássica. A banda foi fundada em Saddleworth, perto de Oldham Lancashire, Inglaterra, em setembro de 1966.

## Membros
- John Lees (n. 1947) - vocalista, guitarras
- Les Holroyd (n. 1948) - guitarra-baixo, guitarras, teclados, voz
- Stuart "Woolly" Wolstenholme (n. 15 April 1947 - 13 December 2010) - voz, mellotron, teclados e guitarras
- Mel Pritchard (1948-2004) - bateria, Percussões

## História

### Primeiros tempos
Nos inícios da anos 60, os futuros integrantes da banda iniciaram-se na música em bandas de rythm and blues de Oldham: John Lees e Stuart "Wooly" Wolstenholme na bandaThe Blues Keepers e Les Holroyd e  Mel Pritchard (falecido em 2004) na banda  Heart and Soul and the Wickeds. No outono de 1966, vários membros das duas bandas começaram a tocar juntos no  The Blues Keepers, até chegar a uma formação estável de quarteto com John Lees, Les Holroyd, Mel Pritchard e Wooly Wolstenholme. Como o seu objetivo era tocar material musicalmente diferente do  rythm and blues, decidiram dar à banda um novo nome, que foi escolhido rasgando pedaços de palavras de um sombrero. O resultado foi  Barclay James Harvest.

### 1967 - 1973
Barclay James Harvest (abreviado por vezes para BJH) tornou-se uma banda profissional em 1967, com ajuda do seu manager e mecenas John Crowther, que conseguiu um contrato de um só disco com a gravadora Parlophone, tendo lançado o seu primeiro single. O lado A continha o tema pastoral pastoral Early Morning e o lado B tinha Mr. Sunshine. Ainda que esse single tivesse alguma repercussão, no que também ajudou um documentário do canal de televisão Granada Televison sobre o estilo de vida do grupo, a relação contratual com a Parlophone não teve continuidade. A gravadora EMI tinha a intenção de criar um selo de música progressiva e Barlay James Harvest foi dos primeiros grupos contratados. A primeira colaboração com a EMI foi um single que incluía as canções Brother Thrush e Poor Wages. Os interesses musicais dos BJH levaram-nos a colaborar com uma orquestra de maneira estável, a The Barclay James Harvest Symphony Orchestra. No primeiro álbum do grupo, intitulado Barclay James Harvest, podem-se ouvir os resultados dessa colaboração, especialmente no tema Dark Now my Sky. The Iron Maiden, outro tema deste álbum, está incluído hoje em dia no repertório de otro tema de John Lees' Barclay James Harvest.
O segundo álbum da banda com a etiqueta Harvest foi Once Again, lançado em fevereiro de 1971. Este disco é considerado por muitos como o melhor da banda desta época. Neste álbum aparece o tema clássico Mockingbird, interpretado em praticamente todos os concertos de BJH desde 1971. Um par de anos mais tarde, surgiu uma versão quadrafônica deste disco.
BJH gravaría outros dois discos com a etiqueta Harvest: Barclay James Harvest and Other Short Stories e Baby James Harvest. Este último disco, que veio a chamar-se Four Wings, teve o formato de disco duplo, dedicando um lado do disco às composições de cada um dos membros do grupo. Ainda que não tivessem o valor do álbum  Once Again, estes dois álbuns incluem temas como After the Day, Summer Soldier ou Medicine Man, que fazem parte do repertório clássico da banda.
Uma das possíveis causas da saída da banda da gravadora Harvest foi o elevado custo dos seus concertos. Os quatro membros tocavam conjuntamente com uma orquestra de até 45 pessoas, dirigida por Martyn Ford. Não se dispunha de material oficial gravado destes concertos até a publicação, em 2002, de BBC In Concert 1972.

### 1973 - 1979: Anos da Polydor
Em 1973, a banda abandonou a editora/gravadora Harvest e assinou com a Polydor. Em 1974, lançaram seu primeiro álbum com a Polydor, Everyone Is Everybody Else. Com material de tourné de apresentação deste disco publicam Live, que supõe o seu surgimento nas listas de êxitos. Com os dois álbuns seguintes Time Honoured Ghosts e  Octoberon começam a ser conhecidos e a se apresentar na Europa e nos Estados Unidos da América. 1977 é o ano de maior sucesso da historia da banda: o seu álbum Gone to Earth e especialmente o single do tema Hymn alcançam posições elevadas na lista de sucessos alemães. Desde então, França, Alemanha e Suíça são os países onde os Barclay James Harvest tiveram mais êxito. Respondendo com humor a algumas críticas desfavoráveis que os alcunhavam de um The Moody Blues para pobres, incluem no álbum Gone to Earth o tema Poor Man's Moody Blues, um dos mais apreciados de BJH.
En 1978 os BJH publicam Live Tapes, um disco duplo ao vivo com materiais de concertos das tornés de lançamento do disco Gone to Earth, e mais tarde o álbum em estúdio XII. Depois da publicação deste disco, Wooly Wolstenholme abandona o grupo, devido a divergências musicais com os restantes membros da banda, e inicia sua carreira solo, criando sua própria banda Maestoso. O escasso sucesso deste grupo leva-o a retirar-se da vida musical e a dedicar-se a uma quinta de agricultura biológica.
Os quatro primeiros discos que os BJH gravaram com a Polydor têm um som bem distinto dos da época Harvest. BJH abandona quase por completo arranjos orquestrais por um som mais elétrico, no qual o melotron de Wooly Wolstenholme tem um importante papel. As tarefas de composição recaem em John Lees e Les Holroyd, com colaborações ocasionais (não mais de duas canções por álbum) de Wooly Wolstenholme. Um das particularidades do grupo, a partir do álbum Everyone Is Everybody Else é que cada elemento do grupo canta os temas que compõe.

### 1979 - 1997: Barclay James Harvest como trio
Depois da partida de Wooly Wolstenholme, os BJH decidem continuar como trio, apoiando-se em músicos de sessão para as partes de teclados, tanto em estúdio como ao vivo. O primeiro disco desta fase, Eyes of the Universe com um som menos complexo que os anteriores, teve grande êxito comercial. Em 30 de agosto de 1980, atuaram perante 175.000 pessoas em frente ao Edifício do Reichstag em Berlim. Neste concerto apresentaram alguns dos temas do disco seguinte, Turn of the Tide, entre eles Life is for Living, outro dos seus grandes sucessos comerciais. Em 1982, publicaram Berlin – A Concert For The People, baseado no concerto de 1980 nessa cidade. Turn of the Tide e Berlin tiveram grande êxito comercial na Europa, sobretudo na Alemanha, ainda que menor no Reino Unido.
Em 1983 e 1984 surgem os álbuns ''Ring of Changes e Victims of Circumstance''. Com estes dois álbuns continuou o sucesso comrcial da banda, sobretudo na Europa. De acordo com as tendências musicais da época, os toques de teclado têm grande peso no som do grupo. Depois do álbum Victims of Circumstance não têm atividade discográfica até 1987, ano em que lançam Face to Face. Gravado com produtores diferentes dos dois discos anteriores, Face to Face supõe o regresso ao som original da banda, ainda que que com produção de acordo com a época. Na tournê de lançamento do álbum Face to Face, BJH volta a oferecer um concerto gratuito em Berlim, desta feita em Treptower Park, no setor leste da cidade. Com material deste concerto foi lançado Glastnost, o quarto disco ao vivo da banda.  Welcome to the Show, publicado em 1990, contém muitas das virtudes do álbum Face to Face. Em 1992, o grupo comemora o seu 25.º aniversário e não lança disco. Em 1993, lançam Caught in the Light, um disco que supõe um importante passo atrás para a banda, do ponto vista comercial e artístico. O disco teve produção pobre e foi pouco promovido. As escassas vendas do álbum levam à rescisão do contrato com aquela editora. Este fato, aliado a uma série de problemas legais, fez acreditar que a banda tenha que parar a sua atividade. Em 1996, a banda assina um novo contrato com a filial alemã da Polydor. O último disco de Barclay James Harvest, River of Dreams, foi publicado na Alemanha e Suíça.

### 1997: Barclay James Harvest separa-se em dois grupos
Depois da tourné de 1997, pela Alemanha e Suíça, a banda decide suspender suas atividades de maneira temporal. Na prática, os membros do grupo iniciam carreiras solo. Por um lado, Les Holroyd funda Barclay James Harvest featuring Les Holroyd. Mel Pritchard acompanharia Les Holroyd neste nova banda até sua morte em 2004. Por outro lado, John Lees funda a sua própria versão de BJH, chamada primeiro Barclay James Harvest through the eyes of John Lees e posteriormente John Lees' Barclay James Harvest. Woolly Wolstenholme, depois de uma retirada de quase vinte anos, voltou à atividade musical acompanhando John Lees.

## Membros
- Les Holroyd - baixo voz
- John Lees - guitarra eléctrica eacústica, voz
- Mel Pritchard - bateria
- Stuart "Woolly" Wolstenholme - mellotron, teclados, voz

## Discografia

### Discos de estúdio e ao vivo de Barclay James Harvest
- 1970: Barclay James Harvest
- 1971: Once Again
- 1971: Barclay James Harvest and other short stories
- 1972: Baby James Harvest
- 1974: Live, (disco en directo)
- 1974: Everyone Is Everybody Else
- 1975: Time Honoured Ghosts
- 1976: Octoberon
- 1977: Gone To Earth
- 1978: Live Tapes, (disco en directo)
- 1978: XII
- 1979: Eyes Of The Universe
- 1981: Turn Of The Tide
- 1982: Berlin – A Concert For The People, (disco en directo)
- 1983: Ring Of Changes
- 1984: Victims Of Circumstance
- 1987: Face To Face
- 1988: Glasnost, (disco en directo)
- 1990: Welcome To The Show
- 1993: Caught In The Light
- 1997: River Of Dreams
- 2002: BBC In Concert 1972, (disco en directo)

### Compilações de Barclay James Harvest
- 1972: Early Morning Onwards
- 1977: The Best of Barclay James Harvest
- 1979: The Best of Barclay James Harvest, Volume 2
- 1980: Mockingbird/Best of
- 1981: The Best of Barclay James Harvest, Volume 3
- 1985: The Compact Story of BJH
- 1987: Another Arable Parable
- 1990: Alone We Fly
- 1991: The Harvest Years
- 1993: Sorcerers and Keepers
- 1996: Endless Dream
- 1992: The Best of Barclay James Harvest
- 1997: The Best of Barclay James Harvest
- 1997: Mocking Bird
- 1999: Master Series
- 2000: The Collection
- 2001: Mockingbird
- 2001: Mocking Bird - The Best of Barclay James Harvest
- 2005: All is Safely Gathered In

### John Lees' Barclay James Harvest
- Nexus, 1999
- Revival  Live 1999 - Through the Eyes of John Lees, 2000 (Live)
- Legacy, 2007 (Live, CD and DVD

### BJH feat. Les Holroyd
- Revolution Days, 2002
- Live in Bonn, 2003
- Evolution Years - The Best of Barclay James Harvest featuring the songs of Les Holroyd, 2003
- Classic Meets Rock double CD with Prague Philharmonic Orchestra 2006
- Classic Meets Rock DVD with Prague Philharmonic Orchestra 2006